# Charmosyna diadema
El lori diadema (Charmosyna diadema) es una especie de ave psitaciforme de la familia Psittaculidae endémica de la isla principal de Nueva Caledonia

## Descripción
El lori diadema mide alrededor de 18–19 cm de largo, unos 7–8 cm corresponden a su fina cola. Sus alas son alargadas y puntiagudas y miden 9,1 cm. 
Las hembras tienen el plumaje verde, salvo el píleo que es azul violáceo, con el rostro y las partes inferiores algo amarillentas. Y la cola tiene la punta de la parte inferior amarilla. Su pico es anaranjado y su iris también es anaranjado oscuro como las patas. Los machos no han sido registrados. Según las especies similares probablemente serán de coloración más rojiza en el rostro, las alas y el obispillo y ligeramente más grandes

## Distribución y conservación
Es nativo de la isla principal de Nueva Calediona. Su área se reduce a los bosques y sabanas del norte de la isla aunque su área de distribución es incierta.
Está clasificada como especie críticamente amenazada. No se han producido avistamientos confirmados desde 1976, a pesar de que en 1998 hubo una búsqueda específica exhaustiva.

## Comportamiento
Se cree que es nómada y que vive en los bosques húmedos montaña parte del año y otra parte en las bosques Melaleuca de regiones bajas, aunque la mayoría de los avistamientos proceden de regiones bajas. Suele mantenerse en las copas de los árboles. Las especies cercanas se alimentan de néctar, polen, brotes y frutos blandos desplazándose en bandadas pequeñas, de menos de diez individuos.